# Podnoszenie ciężarów na Letnich Igrzyskach Olimpijskich 1984 – waga półciężka mężczyzn
Rywalizacja w wadze do 90 kg mężczyzn w podnoszeniu ciężarów na Letnich Igrzyskach Olimpijskich 1984 odbyła się 5 sierpnia 1984 roku w hali Gersten Pavilion. W rywalizacji wystartowało 26 zawodników z 20 krajów. Tytułu sprzed czterech lat nie obronił Węgier Péter Baczakó, który tym razem nie startował. Nowym mistrzem olimpijskim został Nicu Vlad z Rumunii, srebrny medal wywalczył jego rodak - Petre Dumitru, a trzecie miejsce zajął David Mercer z Wielkiej Brytanii.

## Wyniki
| Pozycja | Zawodnik                | Reprezentacja     | Waga  | Rwanie | Rwanie | Rwanie | Podrzut | Podrzut | Podrzut | Wynik |
| Pozycja | Zawodnik                | Reprezentacja     | Waga  | 1      | 2      | 3      | 1       | 2       | 3       | Wynik |
| ------- | ----------------------- | ----------------- | ----- | ------ | ------ | ------ | ------- | ------- | ------- | ----- |
| 1. !    | Nicu Vlad               | Rumunia           | 89,75 | 165,0  | 172,5  | 172,5  | 205,0   | 215,0   | 220,0   | 392,5 |
| 2. !    | Petre Dumitru           | Rumunia           | 87,20 | 157,5  | 162,5  | 165,0  | 190,0   | 195,0   | 197,5   | 360,0 |
| 3. !    | David Mercer            | Wielka Brytania   | 88,65 | 155,0  | 155,0  | 157,5  | 195,0   | 195,0   | 200,0   | 352,5 |
| 4       | Peter Immesberger       | RFN               | 88,90 | 155,0  | 160,0  | 160,0  | 195,0   | 200,0   | 200,0   | 350,0 |
| 5       | Hwang U-won             | Korea Południowa  | 89,00 | 147,5  | 152,5  | 152,0  | 197,5   | 197,5   | 202,5   | 350,0 |
| 6       | Nikos Iliadis           | Grecja            | 89,10 | 150,0  | 155,0  | 155,0  | 195,0   | 200,0   | 202,5   | 350,0 |
| 7       | Henri Høeg              | Dania             | 89,05 | 147,5  | 152,5  | 155,0  | 190,0   | 195,0   | 200,0   | 347,5 |
| 8       | José Garces             | Meksyk            | 88,60 | 150,0  | 155,0  | 155,0  | 192,5   | 200,0   | 202,5   | 342,5 |
| 9       | Josef Span              | Austria           | 88,70 | 145,0  | 150,0  | 152,5  | 192,5   | 197,5   | 197,5   | 342,5 |
| 10      | Keith Boxell            | Wielka Brytania   | 89,15 | 145,0  | 150,0  | 155,0  | 187,5   | 187,5   | 192,5   | 342,5 |
| 11      | Ma Wenguang             | Chiny             | 89,05 | 145,0  | 150,0  | 150,0  | 190,0   | 195,0   | 197,5   | 340,0 |
| 12      | Denis Garon             | Kanada            | 89,30 | 142,5  | 147,5  | 147,5  | 185,0   | 192,5   | 192,5   | 340,0 |
| 13      | Francisco Coelho        | Portugalia        | 89,75 | 150,0  | 150,0  | 160,0  | 190,0   | 195,0   | 195,0   | 340,0 |
| 14      | Daniel Tschan           | Szwajcaria        | 88,70 | 150,0  | 150,0  | 150,0  | 180,0   | 187,5   | 190,0   | 337,5 |
| 15      | Maged Mohamed           | Egipt             | 89,80 | 142,5  | 147,5  | 150,0  | 182,5   | 187,5   | 187,5   | 332,5 |
| 16      | Emmanuel Oshomah        | Nigeria           | 88,90 | 140,0  | 147,5  | 152,5  | 180,0   | 187,5   | 190,0   | 327,5 |
| 17      | Mohammed Taher Mohammed | Egipt             | 89,40 | 145,0  | 150,0  | 152,5  | 175,0   | 180,0   | 185,0   | 325,0 |
| 18      | Klaus-Göran Nilsson     | Szwecja           | 89,85 | 137,5  | 142,5  | 142,5  | 180,0   | 185,0   | 185,0   | 317,5 |
| 19      | Tommy Calandro          | Stany Zjednoczone | 89,20 | 142,5  | 142,5  | 147,5  | 172,5   | 180,0   | 180,0   | 315,0 |
| 20      | Salem Ajjoub            | Syria             | 89,95 | 135,0  | 140,0  | 140,0  | 180,0   | 185,0   | 185,0   | 315,0 |
| 21      | Jaime Molina            | Peru              | 86,55 | 125,0  | 130,0  | 135,0  | 152,5   | 152,5   | 152,5   | 282,5 |
| 22      | Emila Huch              | Samoa             | 89,35 | 117,5  | 117,5  | 117,5  | 152,5   | 162,5   | 162,5   | 270,0 |
| –       | Ibrahim Shaban          | Egipt             | 88,70 | 140,0  | 145,0  | 150,0  | 182,5   | 182,5   | 182,5   | —     |
| –       | Erich Seidl             | Austria           | 89,75 | 145,0  | 150,0  | 152,5  | 192,5   | 192,5   | 192,5   | —     |
| –       | Kim Cheol-hyeon         | Korea Południowa  | 89,80 | 150,0  | 155,0  | 155,0  | 192,5   | 192,5   | —       | —     |
| –       | Derrick Crass           | Stany Zjednoczone | 88,80 | 130,0  | —      | —      | —       | —       | —       | —     |